# Baliomorpha caudicea
Baliomorpha caudicea là một loài Trichoptera trong họ Hydropsychidae. Chúng phân bố ở miền Australasia.